# Surintendant des Bâtiments
Surintendant des Bâtiments war der Titel des Verantwortlichen für den Bau und die Instandhaltung der Paläste und Gebäude des Königs im 16. und 17. Jahrhundert in Frankreich.
Der Titel des Surintendant des Bâtiments du Roi entstand unter der Herrschaft von Franz I., um sich um die Schlösser Louvre, Saint-Germain-en-Laye, Fontainebleau, Villers-Cotterêts und Madrid zu kümmern. Zunächst nur lose organisiert, wurde die Surintendance erst unter der Herrschaft Ludwigs XIV. und dem Einfluss Colberts zu einer Verwaltung.
Das Personal, Anfang des 18. Jahrhunderts fast 150 Personen, umfasste Architekten, Intendanten, Kontrolleure, Schatzmeister und einen Historiographen. Während der Herrschaft Ludwigs XIV. kostete die Finanzierung der Gebäude etwa vier Millionen Livres pro Jahr.

## Geschichte
Bernard Barbiche weist darauf hin, dass bis zur Herrschaft Ludwigs XIV. der Surintendant und Intendant des Bâtiments du Roi durch Bestellung (par commission) ernannt wurden. Diese Lettres Patentes de Commission sind oft schwer zu finden, da sie nicht registriert werden mussten. Sie wurden oft erst im Zuge von Recherchen in Privatarchiven ans Licht gebracht.

### Unter den Valois
Unter Franz I. entstand die Keimzelle einer Verwaltung. Es wurden Kommissare bestellt, die den Bau der königlichen Schlösser leiteten. Ihnen unterstanden ein Kontrolleur und ein Zahlmeister. Wenn Kommissare für mehrere Gebäude verantwortlich waren, nahmen sie den Titel Superintendant oder „Surintendant“ oder an. Dies war 1535 bei Philibert Babou de la Bourdaisière der Fall.
Heinrich II. änderte die Organisation, indem er die Architekten in die Anordnung und Leitung der Arbeiten einbezog. Neben großen Herren wie Albert de Gondi, Herzog von Retz, für den Bau des Schlosses Madrid 1568, für die Visitation der Reparaturen der Schlösser von Boulogne, Saint-Germain, la Muette, Villers-Cotterets, Tristan de Rostaing (1513–1591) am Schloss Fontainebleau im Jahr 1570, Artus de La Fontaine, Baron d'Oignon, am Schloss Compiègne, findet man die Architekten Pierre Lescot, Philibert Delorme, Le Primatice, Jean Bullant, die gleichzeitig Surintendants und Architekten sind.
Unter Heinrich III. findet man Baptiste Androuet du Cerceau, gewöhnlicher Architekt des Königs,
- der mit der Surintendance des neuen Gebäudes des Louvre betraut war[1]
- der mit der Verantwortung für und Leitung der Gebäude betraut war[2]
- der in Abwesenheit des Marschalls von Retz eingesetzt wurde, um die Ausgaben für das Schloss Saint-Germain en Laye anzuweisen.[3]

Sein Bruder, Jacques II. Androuet du Cerceau, wurde mit der Leitung der Arbeiten am Palais du Louvre beauftragt und trug den Titel „Surintendant“ und „Ordonnateur“ der königlichen Gebäude. Während der Besetzung von Paris durch die Ligueurs (1588–1594) ernannte der Herzog von Mayenne, der militärische Anführer der Ligueurs, 1590 nach dem Tod von Baptiste Androuet du Cerceau Pierre Biard zum „Architecte et Superintendant ordonnateur de la Despence des Bastimens du Roy“: der Architekt übernahm nun die technische und künstlerische Leitung der Gebäude sowie die Anordnung der Ausgaben.
Parallel zu dieser schrittweisen Einführung der Surintendance für die Gebäude änderten die Valois die Organisation der Finanzverwaltung des Königreichs, indem sie neue Ämter für Buchhaltung und Kontrolle schufen, um die Geldeinnahmen zu beschleunigen und die Finanzlage besser zu kontrollieren. Franz II. hatte im März 1560 das Amt des Generalkontrolleurs der Gebäude mit dem Amt des Kontrolleurs der königlichen Domäne der Städte und der Vogtei und Vizegrafschaft Paris zusammengelegt, die im April 1573 voneinander getrennt worden waren. Das Amt des Generalkontrolleurs der Gebäude des Königs wurde von der Familie de Donon ausgeübt. Meric de Donon (um 1520–um 1590), der mit Jeanne della Robbia, der Tochter des Bildhauers Girolamo della Robbia, verheiratet war, der das Hôtel de Donon errichtet hatte, wurde 1583 in seinem Amt bestätigt, dann sein Sohn Jean I. de Donon und sein Enkel Jean II. de Donon, der das Amt 1657 an André Le Nôtre verkaufte. Der Generalkontrolleur der Gebäude war dafür zuständig, die Ordnungsmäßigkeit der finanziellen Transaktionen im Zusammenhang mit den Gebäuden des Königs und die Übereinstimmung der Arbeiten mit den Kostenvoranschlägen zu überprüfen. Die Aufgabe des Trésorier des Bâtiments wurde am 11. Januar 1555 zum Amt erhoben. Es wurde in der Folgezeit aufgespalten, zudem wurde Im Jahr 1597 ein dreijährige Amtszeit eingeführt, die 1601 wieder abgeschafft wurde. Im Jahr 1601 gab es zwei Trésorier des Bâtiments, Anne Jacquelin für die ungeraden Jahre und Henri Estienne für die geraden Jahre.

### Unter Heinrich IV.
Nachdem Heinrich IV. 1594 zum König von Frankreich gekrönt worden war, begann er mit der Fortführung der von den letzten Valois begonnenen Arbeiten, beseitigte jedoch die Verwirrung, die durch die Trennung der Funktionen des Architekten und des Anweisungsbefugten entstanden war.
Er ernannte zwei Mitglieder des Conseil du Roi zu Surintendants des Maisons royales: François d’O, Surintendant des Finances, zum Surintendant des Palais du Louvre, des Tuilerienpalastes und des Schlosses Saint-Maur, Albert de Gondi, Herzog von Retz, für das Schloss Saint-Germain-en-Laye. Der König gab ihnen einen Stellvertreter, Jean de Fourcy, Trésorier de France en la Généralité de Paris, der am 30. April 1594 zum Intendant des Bâtiments ernannt wurde. Er erhielt die Vollmacht, in Abwesenheit der Surintendants, „alles so und in der gleichen Form und Weise, wie es die Herren Herzog von Rets und Herr von O tun können“. Zusätzlich zu den vier königlichen Häusern war Jean de Fourcy für die „notwendigen Reparaturen, die sowohl in unserem Schloss Compiègne, dem Arsenal des Poudres als auch in der Bastide Saint-Antoine zu machen sind, die wir befohlen haben, mit Sorgfalt gemacht zu werden“ zuständig. Seine Bezüge wurden auf 1200 Ecu pro Jahr, also 3600 Livres, festgelegt.
Nach dem Tod von François d’O schaffte Heinrich IV. das Amt des Surintendat des Finances ab, das durch einen Finanzrat ersetzt wurde. Am 14. November 1594 wurde Nicolas de Harlay, Seigneur de Sancy, Mitglied des Rates, zum Surintendent des Bâtiments du Louvre, des Tuileries et de Saint-Maur ernannt. Um 1599 umfasste sein Aufgabenbereich aufgrund der Erkrankung des Herzogs von Retz auch das Schloss Saint-Germain-en-Laye. Von diesem Zeitpunkt an unterschrieb er als „Surintendant des bâtiments de Sa Majesté“. Am 19. Oktober 1594 gab Heinrich IV. Louis Métezeau, „un des architectes ordinaires des bastimens de Sa Majesté“, ein Auftragsschreiben, in dem er ihn beauftragte, „die Leitung aller unserer Gebäude in Frankreich zu übernehmen, auch derjenigen, in denen wir fleißig arbeiten lassen“. Das Auftragsschreiben von Louis de Métezeau benachteiligte Jacques II Androuet du Cerceau, der für den Bau des Palais du Louvre zuständig war und sich selbst als „Ordonnateur des Bâtimens du Roi“ bezeichnete. Er widersetzte sich der Eintragung des Auftragsschreibens und der Konflikt wurde vom König in einer Erklärung vom 19. April 1599 entschieden. Sie legt die neuen Grundlagen für die Surintendance des Bâtiments fest, indem sie die Befugnisse der Surintendants und der Architekten unterscheidet: Die Surintendants geben die Arbeiten in Auftrag und die Architekten führen sie aus. Die Surintendants treffen ihre Entscheidungen unter der Autorität des Königs. Heinrich IV. erklärte, er wolle „nicht auf einen einzigen Architekten beschränkt sein, sondern so viele wählen und ernennen, wie er für richtig hielt“. Als Opfer der Feindschaft Gabrielle d’Estrées’ wurde Jean de Fourcy 1597 im Rat des Königs verdrängt, behielt aber bis 1602 die Surintendance des Bâtiments. Ab 1601 trat er jedoch nicht mehr in Erscheinung. Es ist Jean de Fourcy, der allein, aber in Anwesenheit von Médéric de Donon, für den König die Intendance des Bâtiments wahrnimmt.
Am 12. November 1602 erteilte Heinrich IV. Sully die Patentbriefe, mit denen er zum Surintendant des Bâtiments du Roi ernannt wurde. Der König dabei stellte dessen große Erfahrung im Bereich der Gebäude fest. Sully ließ daraufhin sein Schloss Rosny-sur-Seine wieder aufbauen und begann mit dem Bau der neuen Stadt Henrichemont. Außerdem war Sully zu diesem Zeitpunkt als Grand Voyer de France für die königliche Straßen zuständig und als Surintendant des Fortifications für die Festungen. In diesen Patentbriefen werden die Aufgaben des Bauleiters genau definiert:
- Die Arbeiten leiten und anordnen,
- Verträge mit Bauunternehmern und Händlern abschließen,
- den Ablauf der Bauarbeiten überwachen,
- bei den fertigen Bauwerke die Übereinstimmung mit den Kostenvoranschlägen zu überprüfen,
- die Ausgaben anordnen, um die Unternehmer und Arbeiter bezahlen zu lassen.

Der König bewilligte ihm 6000 Livres an jährlichen Bezügen. Am 17. Dezember erhielt Nicolas de Harlay eine Entschädigung in Höhe von 28.000 Livres „als Lohn für die Bestellung als Surintendanten des Bâtiments“.
Diese Bestellung des Surintendent galt für die vier königlichen Häuser, um die sich Nicolas de Harlay kümmerte, aber auch für die Gebäude, für die Jean de Fourcy ein Bestellungsschreiben erhalten hatte. Mit dem Patentbrief vom 4. Januar 1599 wurde der Auftrag auf die in Paris anssäsigen Gobelin-Werkstätten ausgedehnt, und mit dem Patentbrief vom 12. Januar 1601 wurde auch die „Aufgabe und Verwaltung von allem, was von der Niederlassung der flämischen Teppicharbeiter abhängen wird“. eingeschlossen. Ein weiterer Patentbrief vom 1. Juni 1602 beauftragte ihn mit der Leitung des Baus der Pumpe auf dem Pont-Neuf.
Nach und nach vergrößerte sich der Wirkungsbereich von Sully und Jean de Fourcy: der Louvre, die Tuilerien, Saint-Germain-en-Laye, die Pumpe auf dem Pont Neuf, die Schlösser Villers-Cotterêts, Madrid, Saint-Léger-en-Yvelines, der Pavillon des Königs auf der Place Royale, das Collège royal und die offiziellen Zeremonien. Das Schloss Fontainebleau fiel nicht in ihren Aufgabenbereich, das einen eigenen Surintendant hat, der auch „Capitaine et Concierge“ des Schlosses war. Dasselbe galt für das Schloss Blois, die Gebäude in Moulins und Riom. Sullys Amt des Surintendant des Bâtiments de Sa Majesté betraf nicht alle Gebäude des Königs. Dagegen erstreckten sich die Ämter des Generalkontrolleurs und des Trésorier des Bâtiments auf alle Gebäude des Königs.
Sully verfasste am 13. Januar 1605 ein Règlement sur le fait des constructions, réparations et entretiens des ouvrages publics (Reglement über Bau, Reparatur und Instandhaltung öffentlicher Bauwerke), das durch ein weiteres Reglement über königliche öffentliche Bauwerke ergänzt und durch einen Entscheid des Staatsrats des Königs vom 7. Februar 1608 verabschiedet wurde.

### Unter Ludwig XIII.
Nach der Ermordung Heinrichs IV. übergab Sully im Januar 1611 der Regentin Maria de’ Medici seine Ämter als Surintendant des Finances und Gouverneur der Bastille. Die anderen Ämter behielt er, insbesondere die Surintendance des Bâtiments. Als Sully in Ungnade fiel, hatte Jean de Fourcy die Möglichkeit, seine Befugnisse zu erweitern. Am 20. September 1610 hatte Ludwig XIII. seine „Aufgabe als Intendant und Anweisungsbefugter der Gebäude des Louvre, der Tuileries, Saint-Germain en Laye, Villers-Côtterêts, Madrid, Compiègne, Bois de Vincennes, Collège royal und der hochglatten Tapisserien und nach flämischer Art.“ bestätigt und klargestellt, dass sich Fourcys Zuständigkeit auch auf „andere Bauten und Gebäude, die in der Ile de France und in der Umgebung dieser Stadt in einem Umkreis von dreißig Orten errichtet werden, mit der gleichen Macht und Autorität wie die anderen oben genannten“ erstrecke. Jean de Fourcy wurde 1612 mit dem Schloss Montargis, der Wasserleitung für die Brunnen von Rungis, der Grabstätte von Heinrich IV. und der Leitung der Handwerker in der großen Galerie des Louvre betraut (1613).
Nach der Konferenz von Loudun im Jahr 1616 erreichte Sully, dass sein Amt als Surintendant des Bâtiments auf seinen Sohn François de Béthune (1598–1678), Graf von Orval, übertragen wurde, allerdings unter der Bedingung, dass er ihn überlebte. Das Amt wurde daraufhin als „Estat et Office“ statt als „Commission“ bezeichnet.
1621 traten Sully und sein Sohn von ihrem Amt als Surintendant des Bâtiments zurück, das dann durch ein Schreiben vom 30. März 1621 an Henri Louis d’Aloigny, Baron von Rochefort, übertragen wurde, der es am 24. April 1621 zugunsten von Jean de Fourcy für die Summe von 56.000 Livres niederlegte. Jean de Fourcy übertrug sein Amt als Intendant des Bâtiments auf seinen Sohn Henri. Jean de Fourcy starb 1625. Sein Sohn Henri de Fourcy folgt ihm in seinem Amt als Surintendant des Bâtiments nach. Er starb am 26. August 1638. Die Surintendance des Bâtiments ging dann an François Sublet de Noyers über, der von 1638 bis 1645 Staatssekretär für den Krieg war.

### Unter Ludwig XIV.
Mazarin, Colbert, Louvois und Hardouin-Mansart waren Surintendants. Im 17. Jahrhundert erhielt der Amtsinhaber jährlich etwa 150.000 Livres.

## Liste der Surintendants des Bâtiments
| Surintendant des Bâtiments                                   | Amtszeit  | Zuständigkeit                                                                        |
| ------------------------------------------------------------ | --------- | ------------------------------------------------------------------------------------ |
| Philibert Delorme                                            | 1547–1559 |                                                                                      |
| Le Primatice                                                 | 1559–1570 |                                                                                      |
| Baptiste Androuet du Cerceau                                 | 1582–1590 |                                                                                      |
| Jacques II. Androuet du Cerceau                              | 1590      |                                                                                      |
| François d’O                                                 | 1594      | Palais du Louvre, Tuilerienpalast Schloss Saint-Maur                                 |
| Albert de Gondi, Duc de Retz                                 | 1594–1599 | Schloss Saint-Germain-en-Laye                                                        |
| Nicolas de Harlay de Sancy                                   | 1594–1599 | Palais du Louvre, Tuilerienpalast Schloss Saint-Maur                                 |
| Nicolas de Harlay de Sancy                                   | 1599–1602 | Palais du Louvre, Tuilerienpalast, Schloss Saint-Maur, Schloss Saint-Germain-en-Laye |
| Maximilien de Béthune, Duc de Sully                          | 1602–1621 |                                                                                      |
| Jean de Fourcy                                               | 1621–1625 |                                                                                      |
| Henri I. de Fourcy                                           | 1625–1645 |                                                                                      |
| François Sublet de Noyers                                    | 1638–1645 |                                                                                      |
| Kardinal Mazarin                                             | 1646–1648 |                                                                                      |
| Étienne Le Camus                                             | 1648–1656 |                                                                                      |
| Antoine de Ratabon                                           | 1656–1661 |                                                                                      |
| Jean-Baptiste Colbert                                        | 1664–1683 |                                                                                      |
| François Michel Le Tellier, Marquis de Louvois               | 1683–1691 |                                                                                      |
| Édouard Colbert de Villacerf                                 | 1691–1699 |                                                                                      |
| Jules Hardouin-Mansart                                       | 1699–1708 |                                                                                      |
| Louis Antoine de Pardaillan de Gondrin, Duc d’Antin          | 1708–1736 |                                                                                      |
| Philibert Orry                                               | 1736–1746 |                                                                                      |
| Charles François Paul Le Normant de Tournehem                | 1746–1751 |                                                                                      |
| Abel François Poisson de Vandières, Marquis de Marigny       | 1751–1774 |                                                                                      |
| Charles Claude Flahaut de La Billarderie, Comte d’Angiviller | 1774–1791 |                                                                                      |